# Ostwestfalen
Ostwestfalen [ˈɔstvɛst'faːln] ⓘ (niederdeutsch: Austwestfaolen) ist eine Region in Nordrhein-Westfalen. Es handelt sich um den östlichen Teil von Westfalen und geht auf den alten preußischen Regierungsbezirk Minden (1815 bis 1947) zurück, der als Mittelbehörde Ostwestfalen verwaltete und so eine Klammer für mehrere historische Gebiete, nämlich das Fürstentum Minden, die Grafschaft Ravensberg und das Hochstift Paderborn sowie das Amt Reckenberg, die Grafschaft Rietberg und die Herrschaft Rheda bildete. Ostwestfalen bildet heute etwa 80 Prozent der Fläche des Regierungsbezirks Detmold beziehungsweise der Region Ostwestfalen-Lippe, die neben Ostwestfalen auch das ehemalige Land Lippe umfasst.

## Geographie

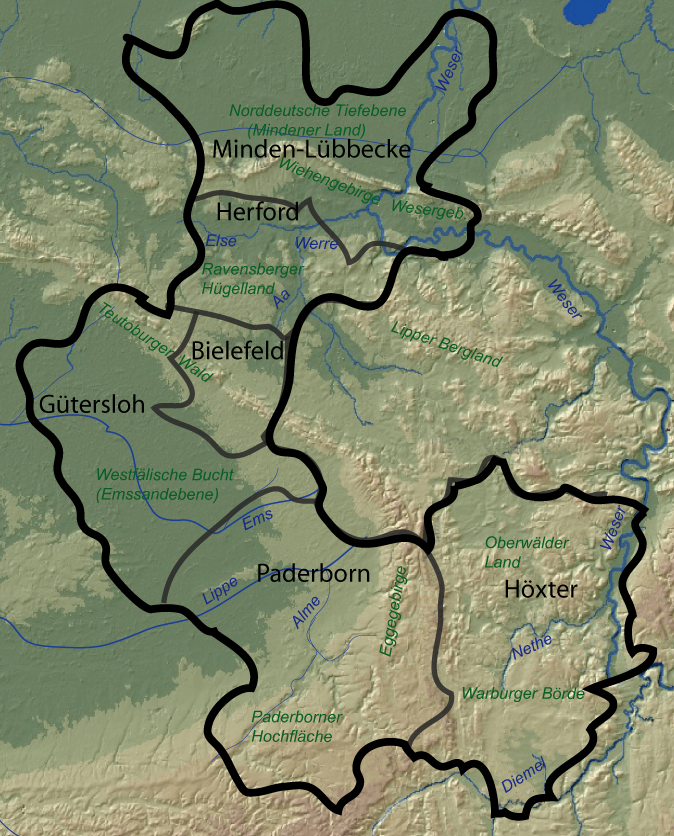
Topographie Ostwestfalens

### Naturräumliche und politische Gliederung
Ostwestfalen liegt im Nordosten und Osten von Westfalen am Übergang der Mittelgebirge in die Norddeutsche Tiefebene. Das Gebiet erstreckt sich zum einen mit dem Mindener Land und dem Ravensberger Hügelland in die Norddeutsche Tiefebene, zum anderen im Osten auf die Warburger Börde. Zentral sind die Paderborner Hochfläche, im äußersten Süden liegen Teile der Emssandebene.
Im Nordosten befindet sich nördlich des Wiehengebirges das Mindener Land mit den Städten Minden und Lübbecke im Kreis Minden-Lübbecke, im östlichen Teil durch die Weser begrenzt. Diese fließt hier durch die Porta Westfalica in die Norddeutsche Tiefebene. Südwestlich von der Porta schließt sich südlich des Wiehengebirges auf fruchtbaren Lößboden das Ravensberger Hügellands mit der Stadt Herford (Kreis Herford), als Mittelpunkt an. Im Ravensberger Hügelland fließen die Flüsse Else, Westfälische Aa und Werre. Im Südwesten wird dieser Teil Ostwestfalens vom Teutoburger Wald begrenzt.
Westlich des Teutoburger Waldes liegt der Kreis Gütersloh und südlich davon der Kreis Paderborn. Beide Kreise liegen im östlichen Teil der Westfälischen Bucht, zu der auch die vom Eggegebirge im Osten begrenzte Paderborner Hochfläche zählt. Im Süden geht die Paderborner Hochfläche mit dem Sintfeld in das Sauerland über, das allerdings im Wesentlichen nicht mehr Teil Ostwestfalens ist. Beide Kreise haben außerdem Anteil an der Emssandebene, zu der auch die Senne bei Paderborn zählt, in der u. a. die Ems entspringt. Im Kreis Paderborn entspringen außerdem die Pader und Lippe. Im Südosten liegt der Kreis Höxter fast vollständig in der Warburger Börde. Teile des Kreises Höxter liegen bereits im Oberen Wesertal und das durch die Nethe durchflossene Oberwälder Land.
Höchster Punkt ist eine Flanke des Totenkopfs bei Bad Wünnenberg mit einer Höhe von 498 m ü. NHN im Süden Ostwestfalens. Tiefster Punkt ist das Wesertal bei Petershagen mit 27 m ü. NN im äußersten Norden Ostwestfalens.
Das Mindener und Ravensberger Land im Norden sind evangelisch, der Süden in den Kreisen Paderborn und Höxter katholisch geprägt. Der wirtschaftliche Schwerpunkt und die bevölkerungsreichste Stadt Ostwestfalens ist die Stadt Bielefeld.

### Angrenzende Gebiete
Ostwestfalen ist im Nordwesten, Norden, Nord- und Südosten von den niedersächsischen Landkreisen Osnabrück, Diepholz, Nienburg/Weser, Schaumburg, Holzminden und Northeim  umschlossen. Im Süden grenzt Ostwestfalen an die hessischen Landkreise Kassel und Waldeck-Frankenberg (beide Regierungsbezirk Kassel). Im Westen und Osten grenzt die Region an die nordrhein-westfälischen Kreise Soest, Hochsauerlandkreis (beide Regierungsbezirk Arnsberg), Lippe (Regierungsbezirk Detmold) und Warendorf (Regierungsbezirk Münster).

## Geschichte
Historisch bildete das Gebiet das Herzstück des ehemaligen sächsischen Herzogtums Engern und konnte nach der Entmachtung Heinrich des Löwen 1180 seine Unabhängigkeit gegenüber den Kirchenterritorien im Süden und den wieder erstarkenden Welfen im Norden lange Zeit in mehreren selbständigen Gebieten erhalten.

### Frühe Neuzeit und 19. Jahrhundert
1614 fiel die Grafschaft Ravensberg durch Erbfolge an das Kurfürstentum Brandenburg und bildete den Ausgangspunkt für weitere brandenburgisch-preußische Erwerbungen. Im Westfälischen Frieden wurde das Gebiet um das Hochstift Minden erweitert; 1652 annektierte Brandenburg die bis dahin Freie Reichsstadt Herford und erwarb 1803 beim Reichsdeputationshauptschluss das Hochstift Paderborn, im selben Jahr auch die Fürstabtei Herford und 1815 die Territorien Herrschaft Rheda, Grafschaft Rietberg und das Amt Reckenberg, zusammengefasst im Kreis Wiedenbrück. Lediglich die Grafschaft bzw. das nunmehrige Fürstentum Lippe konnte seine Unabhängigkeit wahren. Zwischen 1811 und 1813 wurde dieses Gebiet zwischen dem Königreich Westphalen im Südosten und dem Kaiserreich Frankreich im Nordwesten etwa auf der Linie Bielefeld-Herford-Minden (Aa-Werre-Grenze) aufgeteilt.
Erst 1815 wurde durch Zusammenfassung dieser Gebiete und Bildung des preußischen Regierungsbezirks Minden dieser in die neugeschaffene Provinz Westfalen eingegliedert.

### 20. Jahrhundert
Nach Auflösung des Regierungsbezirks Minden 1947 ist Ostwestfalen Teil des Regierungsbezirks Detmold beziehungsweise der Region Ostwestfalen-Lippe. Kleinere lippische und westfälische Exklaven (zum Beispiel Lügde) sowie die historisch zum Regierungsbezirk Münster gehörenden und damit meist zum Münsterland gerechneten Gebiete (zum Beispiel Harsewinkel) werden nach Grenzkorrekturen nach 1947 heute meist zu Ostwestfalen gezählt, wenn sie im Regierungsbezirk Detmold, aber nicht im Kreis Lippe liegen. Umgekehrt gelten die westfälischen Exklaven im Lipperland heute meist als zum Landesteil Lippe gehörendes Gebiet.

### Begriffsgeschichte

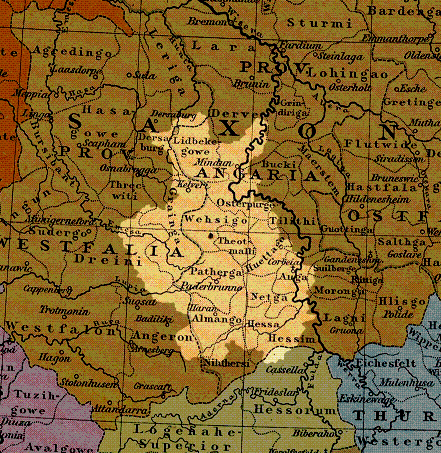
Das Gebiet des heutigen Ostwestfalen-Lippe um 1000 im Herzogtum Sachsen

Um 1000 war das Gebiet nicht westfälisch, sondern gehörte zum Gebiet des sächsischen Herzogtums Engern, das zwischen Westfalen und Ostfalen lag. Spätestens seit Gründung des Regierungsbezirks Minden und Eingliederung in die Provinz Westfalen 1816 gilt das Gebiet aber als westfälisch, jedoch wurde das Gebiet im Wesentlichen bereits davor zur kulturell-geographischen Region Westfalen bzw. zum Reichskreis Westfälischer Kreis gezählt. Der Begriff Ostwestfalen für ein einheitliches Territorium entwickelte sich also etwa ab 1816. Seitdem, spätestens seit dem Ende des 19. Jahrhunderts schriftlich belegt, bezeichnet Ostwestfalen die Region, die dem Gebiet des Regierungsbezirks Minden entsprach. Nach Auflösung des Regierungsbezirks Minden bezeichnet Ostwestfalen meist das Gebiet des Regierungsbezirks Detmold unter Einschluss des ehemaligen Landes Lippe beziehungsweise den Kreis Lippe.
Ostwestfalen ist im Sprachgebrauch auch häufig ein Synonym für den Begriff Ostwestfalen-Lippe. Ebenso irrtümlich wird der scheinbare Gegensatz zwischen dem Begriffspaar Ost und West dadurch aufgelöst, das Gebiet als Ostfalen zu bezeichnen. Ostfalen bezeichnet jedoch ein Gebiet in Niedersachsen und Sachsen-Anhalt.
Siehe auch: Begriffsgeschichte Westfalen

## Kultur und Wirtschaft
Da Ostwestfalen etwa 80 Prozent der Fläche Ostwestfalen-Lippes repräsentiert, werden weitergehende Aspekte wie Kultur und Wirtschaft im Artikel Ostwestfalen-Lippe behandelt.

## Sport
Ostwestfalen ist in der Saison 2025/26 im Profifußball durch Arminia Bielefeld, dem SC Paderborn 07 und dem SC Verl vertreten. Die Paderborner und Bielefelder spielen gemeinsam in der 2. Bundesliga, die Verler sind in der 3. Liga aktiv.
Der TuS N-Lübbecke ist in der 2. Hand-Ballbundesliga vertreten. GWD Minden spielt derzeit in der Handball Bundesliga. Paderborn Bakets spielen in der zweithöchsten deutschen Basketball-Liga, der ProA.[veraltet]